# Ruellia turbaxensis
Ruellia turbaxensis là một loài thực vật có hoa trong họ Ô rô. Loài này được (Nees) Benth. miêu tả khoa học đầu tiên.